# Гуано
Гуа́но (исп. guano от кечуа wanu) — разложившиеся естественным образом остатки помёта морских птиц.

## Значение
Содержит значительную долю соединений азота (около 9 % аммиака) и фосфора (около 13 % P2O5). Используется в качестве азотно-фосфорного удобрения и как сырье для производства пороха и тротила. Значительные залежи гуано имеются в Южной Америке (Перу, Боливия), Южной Африке (например, остров Ичабо у побережья Намибии), на островах Тихого океана. Важнейшим производителем гуано исторически являлся баклан Бугенвиля, к другим важным производителям относятся перуанская олуша и перуанский пеликан.
Термин гуано также используется в отношении удобрений из отбросов рыбного и зверобойного промыслов.
Гуанин был впервые выделен из гуано, отсюда и его название.

## История
В 1553 году гуано впервые упоминается в литературе — в книге «Хроника Перу» Педро Сьесы де Леона:

Далее лежат богатые долины Тарапака (Tarapaca). В районе этих долин около моря находятся усеянные морскими львами острова. Местные жители переправляются к ним на бальсовых плотах, принося с вершин гор, на них находящихся, очень много птичьего помёта для удобрения своих кукурузных полей и других растений; они считают его настолько полезным, что земля от него становится очень жирной и плодородной, пусть даже они засеют бесплодную почву, потому что если они перестанут бросать этот помёт, то соберут мало маиса. Они не смогли бы питаться, если бы птицы в горах вышеназванных островов не оставляли его; собранный помёт очень ценится, настолько, что они торгуют им друг с другом как ценной вещью.— Сьеса де Леон, Педро. Хроника Перу. Часть Первая. Глава LXXV.
В 1840 году немецкий химик Юстус фон Либих в фундаментальном труде «Органическая химия в ее применении к земледелию и физиологии» описал способ повышать урожайность с помощью минеральных удобрений. В тот же год французский ученый Александр Коше открыл способ извлечения нитрата натрия из гуано и селитряных месторождений (окаменевшего за сотни тысяч лет птичьего помета), чтобы использовать как минеральное удобрение. Последующие открытия химиков позволили использовать натриевую селитру для изготовления оружейного пороха (отказавшись от калийной селитры, использовавшейся до середины XIX в.), а с 1860-х гг. и тринитротолуола.
Залежи гуано и натриевой селитры были открыты в пустынях на территории Перу, Боливии и Чили, куда устремились европейские дельцы. Добыча гуано состояла в раскапывании и транспортировке гор птичьего помета, которые покрывали скалистые острова. Рабочие трудились под палящим солнцем, едкие испарения и пыль мешали дышать и видеть, от вони перехватывало дыхание. Рабочие копей редко доживали до 30 лет. На работу привозили рабочую силу из Китая, Макао и Гонконга за ничтожную плату.
В США 1856 г. Конгрессом был принят Закон о гуано, позволяющий гражданам США завладевать островами с залежами гуано, расположенными где угодно вне юрисдикции других государств и не имеющими законных владельцев или местного населения. В соответствии с данным законом были выдвинуты притязания на более чем 50 островов, в том числе на  атолл Мидуэй.
К середине 1870-х годов торговля «гуано» принесла правящим элитам Перу и Боливии сказочные богатства. Споры о владении залежами гуано спровоцировали конфликт Чили с Перу и Боливией, в котором чилийцы победили,  захватив все зоны добычи селитры в Боливии и Перу, а также прибрежные перуанские острова с запасами гуано. Территория размером свыше 180 тыс. кв. км остается чилийской до сих пор (лишь провинция Такна была возвращена Перу в 1929 г.). Плоды кровопролитной тихоокеанской войны частично достались англичанам, которые только в захваченной чилийцами перуанской провинции Тарапака увеличили долю принадлежавшим им месторождений селитры с  13% до 34%, а затем до 70% в 1890 г.
После войны «селитряное и гуанное проклятие» настигло Чили: расцвела коррупция среди чиновников и военных.